# Juliomys ossitenuis
Juliomys ossitenuis és un rosegador del gènere Juliomys que viu al sud-est del Brasil, al sud-oest de l'Estat d'Espírito Santo i al sud de Minas Gerais i São Paulo. Viu als arbres i s'ha trobat a més de 800 metres d'altitud. El nom de l'espècie ve de les paraules llatines ossi ('os') i tenuis ('prim'). Es refereix al seu esquelet prim i delicat. No es coneixen amb certesa les relacions exactes entre les diferents espècies de Juliomys. El primer exemplar d'aquesta espècie no fou trobat fins al 1991. Els seus descriptors consideren que el descobriment de dues noves espècies de Juliomys indica que encara no es coneix completament la biodiversitat del sud-est del Brasil.